# Reuben Wood

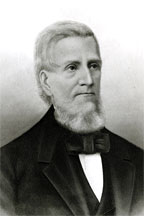
Reuben Wood.

Reuben Wood, född 1792 eller 1793 i Vermont, död 1 oktober 1864 i Cleveland, Ohio, var en amerikansk demokratisk politiker, jurist och diplomat. Han var den 21:a guvernören i delstaten Ohio 1850-1853.
Wood flyttade 1816 till Cleveland. Han var ledamot av delstatens senat 1820-1825. Han var domare i Ohios högsta domstol 1833-1847. Wood efterträdde Seabury Ford som guvernör i december 1850. Hans första mandatperiod var kortare än vad som hade varit vanligt, eftersom Ohios nya konstitution trädde i kraft under tiden. Wood omvaldes 1851 och inledde sin andra mandatperiod i januari 1852. Han avgick följande år för att tillträda som USA:s konsul i Valparaíso i Chile. Han återvände 1855 till USA.
Woods grav finns på Woodland Cemetery i Cleveland. Gravplatsen har flyttats dit från Woods farm i Cuyahoga County.